# (16471) 1990 OR3
A (16471) 1990 OR3 a Naprendszer kisbolygóövében található aszteroida. Henry E. Holt fedezte fel 1990. július 27-én.